# 高野絹也
高野 絹也（たかの けんや、1963年10月29日 - ）は日本の俳優。ボイストレーナーとしても活動している。
宮城県仙台市出身。フリー（2013年2月1日現在）。以前はストラーダカンパニーに所属していた。

## 人物
- 男。血液型はO型。
- 身長：172cm
- 体重：60kg
- 特技：ピアノ
- 趣味：サックスなど

## 略歴
1982年 宮城県仙台第一高等学校卒業。1983年、立教大学文学部に入学し、在学中に芝居を始めた。後に中退。
1990年 舞台芸術学院ミュージカル部夜間 卒業。

## 出演

### 舞台
- 恋紅（東宝 井上思演出 帝国劇場）
- 流水橋（東宝 堀井康明演出 芸術座 中日劇場）
- 女たちの忠臣蔵（東宝 石井ふく子演出 帝国劇場）
- レ・ミゼラブル（1997 - 2001年、東宝 ジョン・ケアード演出 帝国劇場 中日劇場 飛天）
- アイ・ラブ・坊っちゃん（2000年、音楽座 新国立劇場）うらなり 役
- ハウ・トゥ・サクシード（2000年、コマ・スタジアム 青井陽治演出 梅田コマ劇場）
- りゅうのめのなみだ（壤晴彦演出 日生劇場）
- ジョセフィン〜虹を夢見て〜（2002 - 2003年、地人会 木村光一演出 東京芸術劇場ほか）ロフル・ド・マレ 役
- みどりのゆび（2003年、梶賀千鶴子演出 日生劇場）モディベール医師 役
- ニューヨーカーズ（2003年、ミュージカル座 ハマナカトオル演出）主演・ジェイソン 役
- ドクトル長英（2004 - 2005年、わらび座 ジェームス三木演出 東京芸術劇場ほか）高野東英 役
- ひめゆり（2005年、ミュージカル座 ハマナカトオル演出 東京芸術劇場）杉原上等兵 役
- スウィングボーイズ（2006 - 2007年、ミュージカル座 ハマナカトオル演出 東京芸術劇場）東堂孝之 役
- 坊っちゃん!（2006 - 2007年、わらび座 ジェームス三木演出 坊っちゃん劇場 シアター1010）うらなり 役
- 不思議なラヴ・ストーリー（2007年、ミュージカル座 ハマナカトオル演出 東京芸術劇場）- 主演・ジョージ 役
- ベガーズ・オペラ（2008年、東宝 ジョン・ケアード演出 日生劇場 梅田芸術劇場）- ジェミー・トゥイッチャー役
- 赤ひげ（ミュージカル座 ハマナカトオル演出 シアター1010）- 佐八役
- ドラキュラ伝説〜千年愛〜（ドラキュラ製作委員会 藤井大介演出 新国立劇場ほか）
- わだつみのこえ（ミュージカル座 ハマナカトオル演出 博品館劇場）
- ゴースト（ミュージカル座 ハマナカトオル演出）
- サンセット大通り（ホリプロ TBS 鈴木裕美演出 赤坂ACTシアター シアターBRAVA!）
- あとにさきだつうたかたの（Ring-Bong/加藤健一事務所  小笠原響演出）
- 野の花（ミュージカル座 中本吉成演出）
- 想稿・銀河鉄道の夜(2016年、TOHOKU Roots Project 小池竹見演出 東京公演:あうるすぽっと、東北ツアー:いわき・南相馬・仙台・東松島・盛岡)
- スター誕生（ミュージカル座 ハマナカトオル演出）
- ハートスートラ（ミュージカル座 ハマナカトオル演出）
- じぃじのふしぎなレストラン（オールスタッフ 坂口阿紀演出）
- 東海林太郎伝説（2017-2018年、わらび座 栗城宏演出）-主演・東海林太郎役
- 星の祭に吹く風（2018年、TOHOKU Roots Project 小池竹見演出 東京公演:あうるすぽっと、東北ツアー:郡山・南相馬・登米・仙台・一関・大船渡)
- 平和な星（2024年、ミュージカル座 ハマナカトオル演出 IMAホール）[1]

### TV
- ときめき夢サウンド（1998年、NHK）
- たけしの誰でもピカソ（2004年、テレビ東京）

### 歌唱指導
- サンセット大通り（ホリプロ TBS 鈴木裕美演出 赤坂ACTシアター シアターBRAVA!）
- アリス・イン・ワンダーランド（ホリプロ 鈴木裕美演出 青山劇場）
- スコット＆ゼルダ（ホリプロ 銀河劇場 鈴木裕美演出 天王洲銀河劇場 シアターBRAVA!）
- スパークリング・ヴォイス（東宝 荻田浩一演出 シアタークリエ）
- 三銃士（日生劇場 田尾下哲演出）
- じぃじのふしぎなレストラン（オールスタッフ 坂口阿紀演出）